# Prix Émile Riotteau
Prix Émile Riotteau är ett montélopp för femåriga hingstar och ston som äger rum i januari på Hippodrome de Vincennes i Paris i Frankrike. Det är ett Grupp 2-lopp, man måste minst ha sprungit in 45 000 euro för att få starta.
Loppet rids över 2700 meter på stora banan på Vincennes, med voltstart. Den samlade prissumman är 120 000 euro, och 54 000 euro i första pris. 

## Vinnare
| År   | Häst               | Efter               | Kusk                     | Tränare                  | Tid    |
| ---- | ------------------ | ------------------- | ------------------------ | ------------------------ | ------ |
| 2023 | Intuition          | Brillantissime      | Adrien Lamy              | Tomas Malmqvist          | 1'13"3 |
| 2022 | Hirondelle du Rib  | Rolling d'Héripré   | Jean-Loïc Claude Dersoir | Joël Hallais             | 1'13"7 |
| 2021 | Gladys des Plaines | Opus Viervil        | Mathieu Mottier          | Gilles Curens            | 1'13"2 |
| 2020 | Fado du Chêne      | Singalo             | Paul-Philippe Ploquin    | Julien Le Mer            | 1'13"3 |
| 2019 | Ekeren             | Rex Normanus        | David Thomain            | Paul Viel                | 1'12"8 |
| 2018 | Dexter Fromentro   | Qwerty              | Camille Levesque         | Thomas Levesque          | 1'14"5 |
| 2017 | Celina Polka       | Kool du Caux        | Alexandre Abrivard       | Joel Van Eeckhaute       | 1'14"6 |
| 2016 | Bilibili           | Niky                | Alexandre Abrivard       | Laurent-Claude Abrivard  | 1'14"2 |
| 2015 | Amazone du Dollar  | Ni Ho Ped d'Ombree  | Pierre Yves-Verva        | Sylvain Roger            | 1'14"3 |
| 2014 | Valse Castelets    | Memphis du Rib      | Jean-Loïc Claude Dersoir | Joël Hallais             | 1'14"5 |
| 2013 | Ursula Speed       | Ludo de Castelle    | Antoine Wiels            | Jéan-Marie Monclin       | 1'15"2 |
| 2012 | Trotting Race      | Goetmals Wood       | Nathalie Henry           | Jean Baudron             | 1'14"4 |
| 2011 | Surabaya Jiel      | Goetmals Wood       | Matthieu Abrivard        | Jean-Luc Dersoir         | 1'12"9 |
| 2010 | Roi du Coq         | Look de Star        | David Thomain            | Robert Chauvin           | 1'15"5 |
| 2009 | Quille Castelets   | Kaiser Soze         | Jean-Loïc Claude Dersoir | Jean-Loïc Claude Dersoir | 1'15"3 |
| 2008 | Prince de Montfort | Ipsos de Montfort   | Maxime Bezier            | Sébastien Guarato        | 1'15"0 |
| 2007 | One du Rib         | First de Retz       | Jean-Loïc Claude Dersoir | Joël Hallais             | 1'15"5 |
| 2006 | Nouba Turgot       | Canada              | Éric Raffin              | Franck Anne              | 1'16"9 |
| 2005 | Miss Castelle      | Goetmals Wood       | Philippe Masschaele      | Thierry Duvaldestin      | 1'16"7 |
| 2004 | Luna du Boscail    | Tarass Boulba       | Éric Raffin              | Éric Lebon               | 1'17"3 |
| 2003 | King du Perthois   | Podosis             | Jean-Loïc Claude Dersoir | Jean-Loïc Claude Dersoir | 1'17"0 |
| 2002 | Jerka de Janeiro   | Athos de la Besvres | Franck Nivard            | Jean Francois Senet      | 1'17"0 |
| 2001 | Ideal de l'Iton    | Cygnus d'Odyssee    | Michel Lenoir            | Michel Roussel           | 1'19"8 |
| 2000 | Halifax du Comtal  | Ustang de Mai       | Jean-Michel Bazire       | Jean Monier              | 1'18"3 |
| 1999 | Gaelique Fahurane  | High Echelon        | Gaetan Prat              | André Dubois             | 1'19"8 |
| 1998 | Fun Quick          | And Arifant         | Laurent-Claude Abrivard  | Laurent-Claude Abrivard  | 1'18"9 |